# Sunset (Utah)
Pour les articles homonymes, voir Sunset.
Sunset est une municipalité américaine située dans le comté de Davis en Utah. Lors du recensement de 2010, sa population est de 5 122 habitants.

## Géographie
Sunset est située entre la chaîne Wasatch et le Grand Lac Salé. La municipalité s'étend sur 1,31 milles carrés (3,39 km2).

## Histoire
La localité est fondée au début du XIXe siècle par la famille de James Hill. En 1916, elle est renommée en référence à la beauté des couchers de soleil sur le Grand Lac Salé vus depuis cette colline,. Alors qu'elle faisait autrefois partie de Clinton, Sunset devient une municipalité indépendante en 1935,. La ville se développe à partir des années 1940 grâce à la construction de logements militaires pour la Hill Air Force Base.

## Démographie
La population de Sunset est estimée à 5 286 habitants au 1er juillet 2017.
| Groupe            | Sunset (2016) | Utah (2017) | États-Unis (2017) |
| ----------------- | ------------- | ----------- | ----------------- |
| Blancs            | 78,0          | 90,9        | 76,6              |
| Afro-Américains   | 3,2           | 1,4         | 13,4              |
| Amérindiens       | 0,4           | 1,5         | 1,3               |
| Asiatiques        | 0,5           | 2,6         | 5,8               |
| Océano-Américains | 1,5           | 1,0         | 0,2               |
| Métis             | 1,9           | 2,5         | 2,7               |
|                   |               |             |                   |
| Hispaniques       | 23,8          | 7,0         | 18,1              |

Le revenu par habitant était en moyenne de 19 121 dollars par an entre 2012 et 2016, en-dessous de la moyenne de l'Utah (25 600 dollars) et de la moyenne nationale (29 829 dollars). Sur cette même période, 17,9 % des habitants de Sunset vivaient sous le seuil de pauvreté (contre 10,2 % dans l'État et 12,7 % à l'échelle des États-Unis).